# Kayoru
Kayoru (japanisch 華夜, früher: Kayoru Asano (あさの華夜, Asano Kayoru); * 24. April in der Präfektur Kyōto) ist eine japanische Mangaka. Sie war Assistentin bei Arina Tanemura. Ihr Debüt gab die Künstlerin im Jahr 2008 mit der Kurzgeschichte Himitsu no!? Fūki iincho (秘密の!?風紀委員長, Es ist ein Geheimnis!? der Vorsitzende des Disziplinarausschusses, veröffentlicht im Band Leuchtend wie Yukis Liebe) im Magazin Sho-Comi. Ihre Werke sind meistens Kurzgeschichten, bis auf Programm:100% Liebe und Nach der Schule: Liebe. Die deutschen Übersetzungen ihrer Werke erschienen beim Verlag Tokyopop.

## Werke (Auswahl)
- Leuchtend wie Yukis Liebe (雪咲♥恋咲, Yukisaki Koisaki; 2009)
- Ich hab dich stets geliebt (ずっと好きだったくせに, Zutto Suki Datta Kuse ni; 2009)
- Du & Ich = Wir (彼は、あの子のモノ, Kare wa, Ano Ko no Mono; 2010)
- Blumen der Liebe (1/2LOVE!; 2012)
- Programm:100% Liebe (絶対恋愛プログラム, Zettai Ren’ai Puroguramu [= Program]; 2012 bis 2013, 2 Bände)
- Verrückt nach Erdbeere (悪魔の苺, Akuma no Ichigo; 2013)
- Zusammen mit dir (16歳、新婚はじめました。, 16-sai, Shinkon Hajimemashita; 2014)
- Nach der Schule: Liebe (会長様がフィアンセで♥, Kaichō-sama ga Fianse [= Fiancé] de; 2014 bis 2015, 5 Bände)
- Eine reizende Braut (純愛ブライド, Jun’ai Buraido [= Bride])
- Blutige Liebe (薔薇と銃弾, Bara to Jūdan)
- Ballerina Star (かなめエトワール, Kaname Etowāru [= Etoile])
- Schicksalhafte Liebe
- Die Blüte der ersten Liebe (初恋ダンデライオン, Hatsukoi Danderaion [= Dandelion])
- Onimiya-sensei no Kiss ni wa Sakaraenai (鬼宮先生のキスには逆らえない; 4 Bände)
- Sirupsüße Sünde (月とメープルシロップ, Tsuki to Maple Syrup, 2 Bände)